# Phan Thanh Gian
Phan Thanh Gian   (Biên Hòa, 11 de novembre de 1796 - Cotxinxina, 4 d'agost de 1867) va ser un Gran Conseller a la cort dels Nguyen a Vietnam. Va liderar una ambaixada a França el 1863, i es va suïcidar quan França va completar la invasió del Vietnam del Sud (Cotxinxina) el 1867.

## Tractat de Saigon
Phan Thanh Gian va ser un dels mandarins de la cort més important Nguyen. Va tenir un paper clau en la negociació del Tractat de Saigon amb els francesos a 1862. Les negociacions van culminar amb la cessió formal del territori vietnamita que el cos expedicionari francès havia ocupat el 1861 (les primeres parts de la futura colònia de Cotxinxina): les províncies de Gia Dinh, My Tho, Bé Hoa i l'illa Poulo Condor van ser cedides, i va pagar les reparacions de guerra als francesos.
A causa del seu paper en aquestes negociacions, Phan Thanh Gian es va fer força impopular, tant amb la població vietnamita, i amb la cort del rei Tu Duc.